# Ivo (Bolivia)
Ivo es un pueblo de Bolivia, ubicado en las tierras bajas del Chaco boliviano. Se encuentra administrativamente en el municipio de Macharetí de la provincia de Luis Calvo en el departamento de Chuquisaca. La localidad se encuentra a una altitud de 946 m s. n. m. en la margen derecha del río Cuevo, que corre unos 100 km más al este en el municipio de Boyuibe. Unos seis kilómetros al este del pueblo se encuentra la cordillera preandina de la Serranía del Aguaragüe, que va desde Boyuibe en el norte vía Villa Montes hasta Yacuiba en el sur y alcanza alturas de más de 1.500 m s. n. m. en Ivo.

## Toponimia
Según Baldomero Eberlein, la palabra significa "Ivo" o "Ibo" proviene del guaraní y significa “manantial”, que proviene del hecho que cerca a la misión se encuentra una colina con pequeños manantiales.

## Historia
A partir de 1778, los levantamientos en la Chiriguanía, como se conocía la región del Chaco boliviano, por parte de los indígenas chiriguanos cobraron una dimensión mesiánica al ser dirigidos por los llamados tumpas o “enviados divinos” de la tradición tupí-guaraní.
El 6 de agosto de 1825 se declaró la independencia de Bolivia. Sin embargo, la ocupación de tierras indígenas por parte de los "karai" (blancos en guaraní) no cesó. A su vez, los misioneros franciscanos, que habían sido expulsados en 1813, regresaron y expandieron su zona de acción hacia el sur del río Pilcomayo.
En 1891 se agudizaron los conflictos en las localidades de Ivo y Cuevo, que dio paso a la Guerra chiriguana entre el gobierno de Bolivia y los indígenas chiriguanos. Tras el arribo del ejército boliviano a estas dos localidades, los chiriguanos sublevados se atrincheraron en la comunidad de Kuruyuki donde finalmente se enfrentaron a las tropas militares del general Ramón González, prefecto del departamento de Santa Cruz, el 28 de enero de 1892. Esta batalla fue conocida como la Batalla de Kuruyuki y terminó con la muerte de casi un millar de chiriguanos. Luego de la batalla, la misión de San Buena Ventura de Ivo fue fundada, según fray Bernardino de Nino, en 1893 como reducción indígena.
Hoy en día la comunidad de Ivo recibe cada año a cientos de hombres y mujeres guaraníes de Bolivia, Argentina, Brasil y Paraguay que se reúnen para conmemorar la Batalla de Kuruyuki.

## Geografía
Ivo se encuentra en el subtrópico periódicamente húmedo entre la región montañosa de la Cordillera de Tajzara o Tarachaca en el oeste y el Chaco boliviano en el este.
La temperatura media anual de la región es de 23 °C, los valores mensuales varían entre los 18 °C en junio y julio y los 26 °C en noviembre y enero. El clima es semihúmedo y tiene una estación seca marcada de mayo a septiembre con precipitaciones mensuales de menos de 20 mm; la precipitación anual es de casi 800 mm, de diciembre a marzo se alcanzan valores mensuales de 110 a 160 mm.

## Demografía
La población del pueblo ha cambiado solo ligeramente en las últimas dos décadas:
| Año  | Habitantes | Fuente |
| ---- | ---------- | ------ |
| 1992 | 299        | Censo  |
| 2001 | 361        | Censo  |
| 2010 | 312        | Censo  |

La región tiene cierta proporción de población guaraní, ya que en el municipio de Macharetí el 19,2 % de la población habla el idioma guaraní.

## Transporte
Ivo se encuentra a una distancia de 510 km por carretera al sureste de Sucre, la capital de Bolivia.
Desde Sucre, la carretera troncal Ruta 6 de 976 km conduce a Boyuibe por Zudáñez, Padilla, Monteagudo, Lagunillas y Camiri. Quince kilómetros antes de Boyuibe, el camino cruza el río Cuevo, y después de otro kilómetro un camino de tierra se desvía de la Ruta 6 en dirección suroeste, sigue el río Cuevo río arriba y llega a Ivo después de ocho kilómetros.

## Educación
Para la educación básica, Ivo cuenta con la Unidad Educativa 25 de mayo. Para la educación superior se encuentra en Ivo la Universidad Indígena Boliviana Comunitaria, Intercultural y Productiva (Unibol) Guaraní y Pueblos de Tierras Bajas “Apiaguaiki Tüpa”, creada el 2008, que ofrece las carreras de ingeniería forestal, medicina veterinaria y zootecnia, ingeniería petrolera e ingeniería en ecopisicultura.